# Xác định nhu cầu

## 7 bước
Quá trình bán hàng đầy đủ bao gồm:
1. tiền tiếp cận
2. tiếp cận
3. xác định nhu cầu
4. trình bày
5. xử lý phản đối
6. chốt sale
7. theo dõi hậu bán hàng.

Trong nghệ thuật bán hàng, Xác định nhu cầu là một bước trong quy trình bán hàng cá nhân bảy bước.

## Nhận diện nhu cầu
Trong giai đoạn này, nhân viên bán hàng sẽ xem xét các khách hàng tiềm năng đủ điều kiện thông qua một loạt các phiên hỏi đáp để xác định các yêu cầu của khách hàng tiềm năng. Trong bước này, nhân viên bán hàng sẽ cố gắng giúp người mua xác định và định lượng nhu cầu kinh doanh hoặc "khoảng trống" giữa nơi khách hàng hiện tại và nơi họ muốn ở trong tương lai. Dựa trên khoảng trống đó, nhu cầu có thể được làm rõ để xác định xem giải pháp sẽ lấp đầy tất cả hay một phần của khoảng cách tổng thể.
Từ thủ tục này, nhân viên bán hàng có thể đưa ra một đề xuất gợi ý các sản phẩm / dịch vụ khác nhau sẽ đáp ứng nhu cầu như được trình bày bởi khách hàng tiềm năng.
Hàng loạt câu hỏi về nhận dạng nhu cầu (hoặc cần đánh giá) được phân loại theo năm loại khác nhau. Những câu hỏi này là:
• Câu hỏi tình huống - đề cập đến việc thu thập thông tin thực tế liên quan đến tình hình hiện tại của người mua (Spiro). Thông tin thực tế này cho thấy những ý tưởng tiềm năng về cách các sản phẩm của nhân viên bán hàng có thể đáp ứng nhu cầu hiện tại của khách hàng. Trong hầu hết các trường hợp, nghiên cứu của nhân viên bán hàng trong giai đoạn trước khi tiếp cận phát triển nền tảng của các câu hỏi tình huống. Một ví dụ về điều này sẽ là:
```
 -Bạn có thường đặt hàng để nhận được một lô hàng tồn kho khác cho sản phẩm này?
```

• Câu hỏi khám phá vấn đề - để có thể cho khách hàng thấy rằng các vấn đề hiện tại hoặc tiềm năng của họ có thể được giải quyết bởi các sản phẩm hoặc dịch vụ của nhân viên bán hàng. Các câu trả lời bắt nguồn từ điều này giúp nhân viên bán hàng có thể tạo ra các ý tưởng về cách thuyết phục khách hàng. Một cách để hỏi một câu hỏi như vậy sẽ là:
```
 -Gần đây bạn có gặp phải vấn đề sản phẩm lỗi hay không?
```

• Câu hỏi tác động vấn đề - ý tưởng đằng sau những câu hỏi này là để khách hàng nhận thức được những hậu quả cơ bản (chi phí và thời gian) có thể xảy ra nếu các vấn đề như vậy không được giải quyết. Một câu hỏi điển hình mà một khách hàng sẽ được hỏi là:
```
-Các sản phẩm lỗi ảnh hưởng đến chi phí sản xuất hiện tại của bạn như thế nào?
```

• Câu hỏi về giá trị giải pháp - bao gồm làm nổi bật vấn đề của người mua và hiển thị giá trị tiềm năng của giải pháp. Mục tiêu của nhân viên bán hàng là thông báo cho khách hàng của họ về những gì họ có thể đạt được nếu được cung cấp giải pháp phù hợp cho vấn đề. Một ví dụ về điều này sẽ là:
```
 -Nếu tỷ lệ phần trăm của các sản phẩm lỗi giảm xuống, bạn sẽ tiết kiệm được bao nhiêu?
```

• Câu hỏi xác nhận- còn được gọi là chốt thử nghiệm. Điều thường xảy ra trong các câu hỏi này là thiết lập rằng người mua quan tâm đến sản phẩm / dịch vụ của nhân viên bán hàng và muốn tiếp tục nghe thêm về họ. Một người mua bình thường sẽ ở đây một câu hỏi tương tự như vậy:
```
 -Bạn có muốn quan tâm đến sản phẩm của chúng tôi không nếu tôi cung cấp bằng chứng cho thấy sản phẩm của chúng tôi sẽ đảm bảo sự hài lòng?
```

Xin lưu ý rằng nhân viên bán hàng hỏi những câu hỏi này theo thứ tự được trình bày ở trên. Điều quan trọng là nhân viên bán hàng biết rõ khách hàng của họ vì họ có thể xác định sự thiếu hiệu quả và cơ hội của tình huống có thể dẫn đến các nguồn lực quan trọng (kỹ năng, ý tưởng và liên kết với các tài nguyên khác) (Dwyer).

## Đáp lại sự phản đối
Đáp lại phản đối là một bước quan trọng để người bán học cách xử lý. Khi khách hàng phản đối, nó thường có nghĩa là họ quan tâm đến những gì đã được trình bày cho họ. Có ba loại phản đối; phản đối giá hoặc giá trị, phản đối sản phẩm / dịch vụ, phản đối trì hoãn và phản đối ẩn. Nói chung, ba sự phản đối này có thể được xử lý dễ dàng hơn thông qua lắng nghe, làm rõ, tôn trọng và ứng phó.
Mục đích lắng nghe người mua là thu được càng nhiều kiến thức càng tốt về phản đối của họ. Cho thấy sự quan tâm cũng có thể cho họ thấy rằng bạn muốn biết mối quan tâm của họ để giúp họ. Không làm gián đoạn người mua trong khi họ đang nói chuyện. Điều đó có thể nhanh chóng chốt giao dịch và dẫn đến mất doanh thu.
Làm rõ phản đối có thể cho phép bạn đặt câu hỏi để có thêm thông tin. Hãy chắc chắn để không áp đảo người mua với câu hỏi. Nó cũng cho phép bạn xác định xem bạn có hiểu người mua để đảm bảo không có hiểu lầm hay không.
Tôn trọng mối quan tâm của người mua, chứng tỏ rằng người bán đánh giá cao mối quan tâm của họ. Điều quan trọng là không trở nên phòng thủ; người mua không chỉ trích bạn người bán, nhưng muốn đảm bảo họ đưa ra quyết định tốt nhất cho công ty của họ.
Trả lời phản đối là điều quan trọng. Người bán không chỉ muốn bỏ qua người mua và mối quan tâm của họ. Nó cho thấy họ coi trọng mối quan hệ giữa người mua và người bán của họ và hy vọng sẽ không làm hỏng mối quan hệ đã phát triển. Loại phản hồi đối với sự phản đối phụ thuộc vào loại; phản đối giá hoặc giá trị, phản đối sản phẩm / dịch vụ và phản đối trì hoãn.